# Bakelit
Bakelit je polimerni materijal, sintetska smola dobivena kondenzacijom fenola i formaldehida. Bakelit je nazvan po Leu Hendriku Baekelandu, belgijsko-američkom kemičaru koji ga je izumio 1907. Sam naziv bakelit poslije se proširio i na druge fenolne umjetne smole, tako da danas predstavlja puno širi pojam. Zagrijane smole lako se oblikuju prešanjem u kalupima. Zbog dobrih izolacijskih i mehaničkih svojstava upotreba bakelita se jako proširila, posebno u elektronici i elektrotehnici.